# Венець (Богородський район)
Венець (рос. Венец) — присілок в Богородському районі Нижньогородської області Російської Федерації.
Населення становить 15 осіб. Входить до складу муніципального утворення Алешковська сільрада.

## Історія
Від 2004 року входить до складу муніципального утворення Алешковська сільрада.

## Населення
| 1859 | 1890 | 1999 | 2002 | 2010 |
| ---- | ---- | ---- | ---- | ---- |
| 170  | ↗228 | ↘37  | ↘31  | ↘15  |